# Anna Gardie
Anna Gardie, född okänt år, död 1798, var en amerikansk (ursprungligen fransk) skådespelare, sångerska och dansös. 
Anna Gardie var engagerad som skådespelare och sångerska i Saint Domingue. Hon fick en son med en kollega vid namn Maurison cirka 1790-91. Hon gifte sig med en adlig fransman vid namn Gardie, och återvände med honom till Frankrike, där dock hans familj tog avstånd från paret. Hon återupptog sin scenkarriär i Bordeaux, där hon nådde viss popularitet. Mitt under en föreställning under franska revolutionen uppmanades hon dock att sjunga Marseljäsen, men tvingades fly sedan hon vägrat. Familjen emigrerade sedan till USA.  
Anna Gardie uppträdde på Chestnut Street Theatre i Philadelphia 1794, och sedan på John Street Theatre i New York i pantomimbaletten Sophia of Brabant 1795. Hon uppträdde tillsammans med USA:s första manliga yrkesdansör John Durang, och föreställningen innebar en innovation som den första dramatiska pantomimbaletten som uppfördes i USA. Gardie beskrivs som vacker och karismatisk, tilldrog sig stor uppmärksamhet och gjorde succé, och under de följande åren uppträdde hon i en rad dramatiska baletter, ofta mot Durang som partner. 
Familjen led dock av ekonomiska bekymmer, och sommaren 1798 beslöts det att Anna Gardie skulle återvända till Saint Domingue med sin sjuårige son, medan maken skulle återvända till Frankrike för att hämta pengar innan han gjorde dem sällskap. Hennes make led dock av svår depression, och en natt strax innan han skulle avresa mördade han Anna Gardie och hennes son innan han begick självmord. Mordet beskrevs stort i den tidens press. 